# London Lynx
London Lynx Volleyball Club – angielski klub siatkarski z Londynu. Obecnie zespół występuje w najwyższej klasie rozgrywek klubowych w Anglii - National Super 8s.